# In the Aeroplane Over the Sea
In the Aeroplane Over the Sea är ett album av det amerikanska indierockbandet Neutral Milk Hotel, utgivet 1998. 
Albumet fick goda recensioner men har framförallt med tiden vunnit respekt och räknas idag av många som ett av 1990-talets mest unika och intressanta album, bland annat hamnade det på fjärde plats på Pitchforks lista över 1990-talets bästa musikalbum. Albumet var länge Merges bäst säljande skiva men har passerats av The Arcade Fires Funeral från 2004. Skivans innehåll är löst baserat på sångaren och låtskrivaren Jeff Mangums reflektioner kring Anne Franks dagbok.

## Låtlista
1. "The King of Carrot Flowers, Pt. 1" (Jeff Mangum, Scott Spillane) - 2:00
2. "King of Carrot Flowers, Pts. 2 & 3" (Jeremy Barnes, Julian Koster, Mangum, Spillane) - 3:06
3. "In the Aeroplane Over the Sea" (Mangum, Spillane) - 3:22
4. "Two-Headed Boy" (Mangum, Spillane) - 4:26
5. "The Fool" (Spillane) - 1:53
6. "Holland, 1945" (Mangum, Spillane) - 3:12
7. "Communist Daughter" (Mangum, Spillane) - 1:57
8. "Oh Comely" (Mangum, Spillane) - 8:18
9. "Ghost" (Mangum, Spillane) - 4:08
10. "[untitled]" (Mangum, Spillane) - 2:16
11. "Two-Headed Boy, Pt. 2" (Mangum, Spillane) - 5:13